# Jef Ulburghs
Jef Ulburghs est un prêtre catholique et homme politique belge né à Zolder le 9 juin 1922 et mort à Heusden-Zolder le 31 août 2010.
Prêtre ouvrier, il a travaillé activement pour les mineurs, les sidérurgistes, les migrants, les réfugiés politiques, les quartiers délabrés et le monde en développement. Il jouissait d'une reconnaissance internationale en tant que militant pour la paix.

## Biographie

### Jeunesse
Jef Ulburghs est issu d'une famille d'agriculteurs et de la classe moyenne. Il était le plus jeune de six enfants et a grandi à Zolder. Son père était marchand de bétail et promoteur de la laiterie coopérative locale et d'une organisation d'achat et de vente pour les agriculteurs locaux.
Après ses études au Sint-Jozefscollege de Beringen, Ulburghs décide de devenir prêtre, inspiré par les idées de la figure de proue du KAJ, Jozef Cardijn. Il est diplômé du Grand Séminaire de Liège. Il est ordonné prêtre en 1947.

### Les années wallonnes (1947-1969)

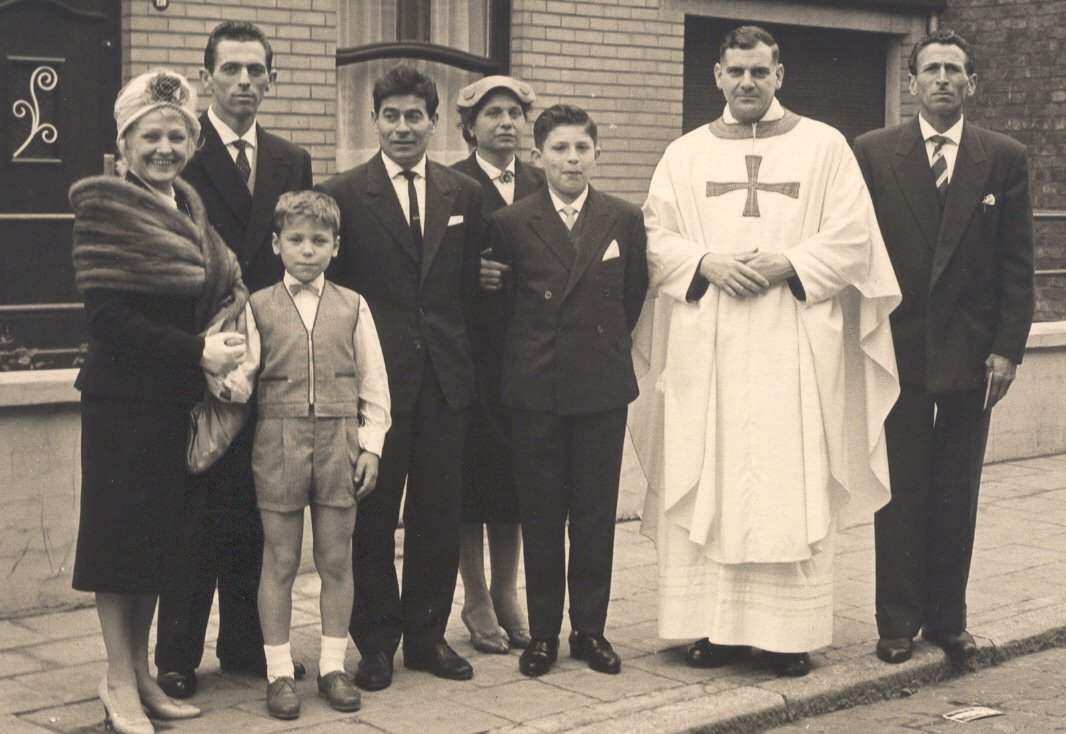
Jef Ulburghs et un groupe d'italiens à Grâce-Berleur

Jef Ulburghs demande à Guillaume-Marie van Zuylen, qui deviendra plus tard évêque, de le nommer dans un district minier. En 1947, il devient vicaire, puis curé, de la Paroisse Notre-Dame Auxiliatrice, Grâce-Berleur, Diocèse de Liège, un quartier rouge avec des mineurs et des ouvriers de l'acier.
En 1950, pendant la question royale, quatre ouvriers sont tués par la gendarmerie. Cela radicalise l'engagement de Jef Ulburghs en faveur du mouvement ouvrier chrétien.
En 1962, contre son gré, il est nommé aumônier de l'œuvre sociale de Seraing, dont le secrétariat est situé près de l'entrée de Cockerill-Sambre. De 1962 à 1969, il est prévôt du Mouvement Ouvrier Chrétien.
Jef Ulburghs a fondé une école supérieure populaire pour les ouvriers et a entre-temps étudié les sciences politiques et sociales à l'Université catholique de Louvain.

### Limbourg
Après l'établissement du nouveau diocèse de Hasselt, Heusschen rappela Ulburghs au Limbourg et devint secrétaire du Conseil pastoral et président de la Commission Justice et Paix.
Il fonde Communauté & Développement en 1969. Cette communauté considérait le développement populaire comme un des chemins de libération . La démarche de Paulo Freire (Pédagogie des opprimés, 1970) l'a inspiré, Ivan Illich (Deschooling Society, 1971) a également été une source d'inspiration.
Début 1970, Jef Ulburghs monte sur les barricades lors de la grande grève des mineurs. Sa présence parmi les grévistes aux portes de l'usine le met en conflit avec ses supérieurs ecclésiastiques et l'ACV. Par conséquent il est nommé vicaire de Zwartberg. À cette époque, Jef Ulburghs se tenait également littéralement sur les barricades contre la construction de l'autoroute A-24 (aujourd'hui Nord-Sud) dans le Limbourg.
En 1971, Jef Ulburghs se rend à la conférence internationale de la CNUCED à Santiago du Chili. Là, il entame une grève de la faim et attire l'attention de la presse mondiale. Il dénonce la fracture croissante nord-sud en Belgique et dans le monde.
En 1975, Jef Ulburghs commence à travailler comme prêtre et travailleur social à Genk - Zwartberg. À Genk et dans d'autres anciennes communes minières du Limbourg il anime des activités de quartier et des associations de locataires.

### Mandature politique (1982-1995)
Soutenu et pleinement encouragé par ses partisans grandissants, Jef Ulburghs a également décidé de s'impliquer activement dans la politique au début des années quatre-vingt. Il est largement élu sur la liste SP. Il est membre du conseil municipal de Genk de 1982 à 1989, où il a mis en lumière les problèmes des quartiers de mineurs. Il s'est souvent disputé avec le maire de l'époque, Louis Gaethofs. Il a toujours été encouragé par les riverains dont il a mis les problèmes sur la table.
Lorsqu'il est entré en politique, il est entré dans un conflit majeur avec la hiérarchie de l'Église, opposée aux socialistes. Ulburghs a été interdit de célébrer la messe dans l'église de Zwartberg.
Il manifeste aux côtés du PvdA à Genk contre la fermeture de services de médecine gratuite, critiquée par l'Ordre des médecins.
De 1984 à 1989 il est député au Parlement européen sous l'étiquette SP.
En 1986, il rejoint la grève des mineurs de Waterschei à Winterslag. Il participe à la direction de la grève avec les mineurs Luc Cieters, Jan Grauwels, Antonio Venturo, Antonio De Simone, Franco Mirisola, le docteur Harrie Dewitte et d'autres,.
Après son mandat au Parlement européen, il ne se présente plus sous l'étiquette SP, officiellement pour raison d'âge. Il se rapproche du parti écologiste AGALEV et est sénateur de 1991 à 1994. De janvier 1992 à fin 1994 il siège également au Conseil flamand. Avec son salaire parlementaire, il a soutenu divers projets sociaux. En 1994, il est élu au conseil municipal de Genk. En 1995, il se retire de la politique active.

### Après 1995

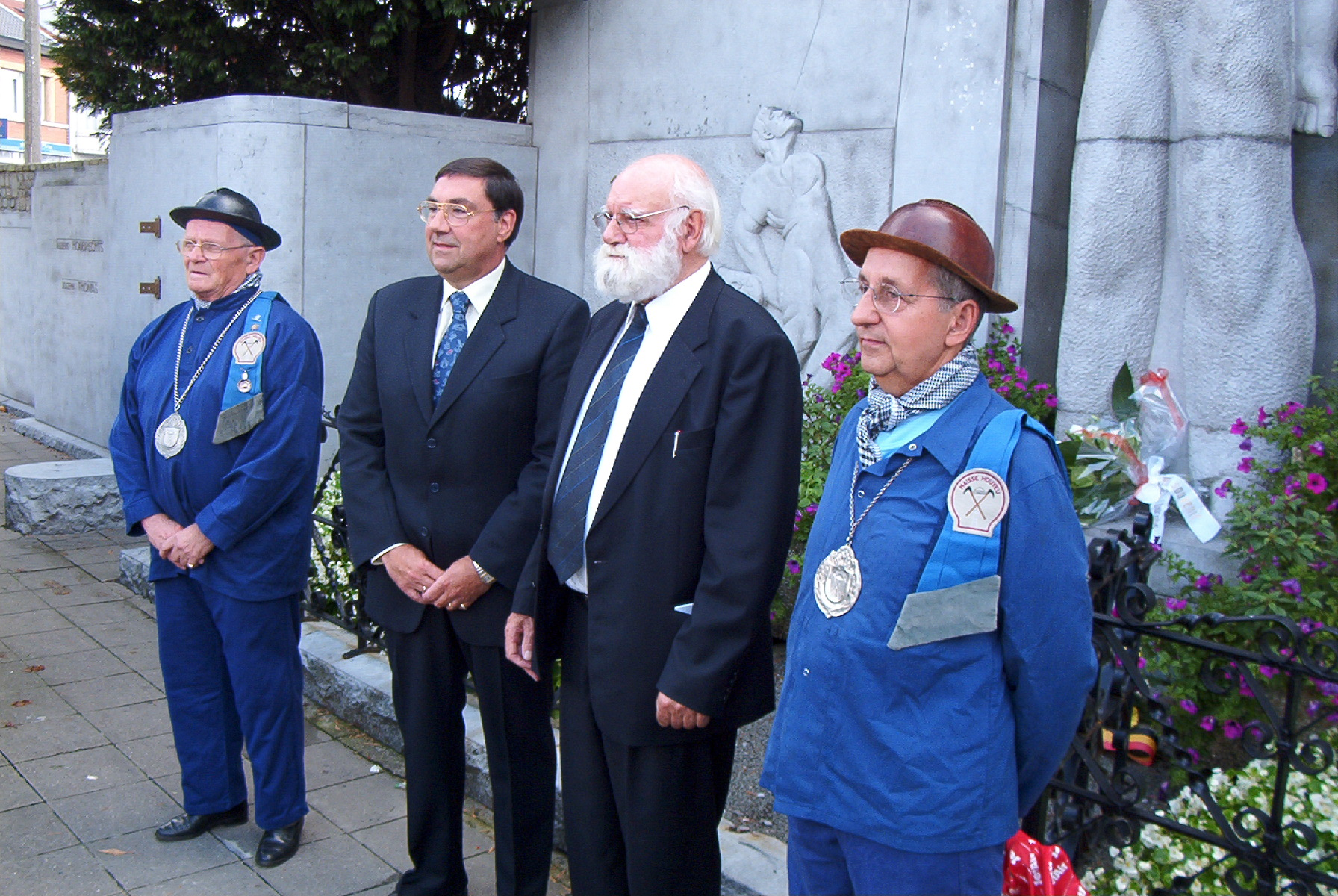
Jef Ulburghs honoré par les mineurs wallons et fait citoyen d'honneur à Grâce-Hollogne

En 2002, Jef Ulburghs célèbre son 80e anniversaire dans l'ancienne mine de Zolder. Le 25 août 2002, il est fait citoyen d'honneur de Grâce-Hollogne.
En 2005, à l'âge de 83 ans, Ulburghs a obtenu un autre doctorat en sciences politiques de l'Université catholique de Louvain avec une thèse sur la subsidiarité dans un contexte européen.

## Héritage
Jef Ulburghs a laissé la maison dans laquelle il vivait avec sa sœur Jeanne à la fondation Solidarité Jef en Jeanne Ulburghs vzw, gérée par sa famille et ses amis.
Au cours des dernières années de sa vie, il avait systématiquement transféré de nombreux dossiers sur ses activités sociales et politiques au KADOC, le Centre de documentation et de recherche sur la religion, la culture et la société de l'Université catholique de Louvain. Peu avant sa mort, il confie des documents historiques comme les journaux qu'il rédige durant son séminaire (1945-1947), ainsi que ses mémoires personnels. Les archives de soixante mètres de long  ont été rendues accessibles dans leur intégralité et, en plus de donner un aperçu des motivations et des activités de Jef Ulburghs, fournissent également une image de l'époque s'étendant sur plus d'un demi-siècle, pleine de changements radicaux. évolutions politiques, sociales et religieuses-ecclésiastiques. En collaboration avec Solidarity Jef et Jeanne Ulburghs vzw, KADOC valorise scientifiquement les archives.

## Funérailles et commémorations

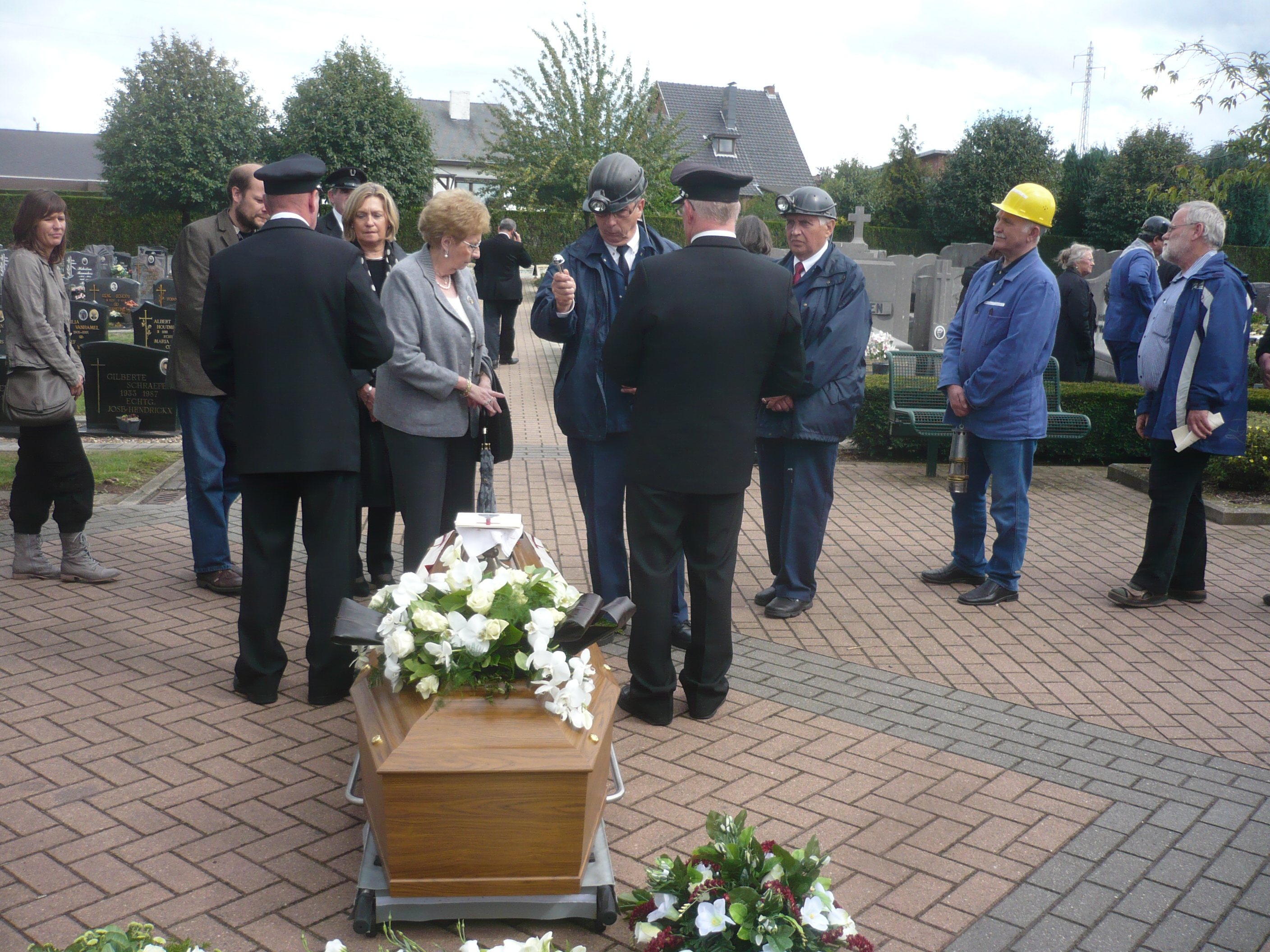
Les ex-mineurs rendent leurs derniers hommages

Ses obsèques sont célébrées le 8 septembre 2010. De nombreuses personnalités politiques et d'anciens mineurs sont présentes à ses obsèques.

## Publications

### Livres
- 1973 - Roads to Liberation (avec Frans Swartelé), éd. De Nederlandsche Boekhandel, Kapellen  (ISBN 90 289 9887 X)
- 1974 - Pédagogie de la libération
- 1977 - La pédagogie du socialisme de base
- 1978 - Les chemins de l'autogestion, éd. Kritak, Louvain  (ISBN 90 6303 019 3)
- 1979 - Pour une pédagogie de l'autogestion. Manuel de l'animateur de base, éd. Les Editions Ouvrières, Paris  (ISBN 2 87003 143 2)
- 1985 - La vie entre deux feux, éd. Kritak, Louvain  (ISBN 90 6303 139 4)
- 1987 - Percer ! Le malentendu historique
- 1989 - Les Colonnes du Temple, éd. LIVRE, Zonhoven  (ISBN 90 5232 025 X)
- 1996 - L'Éternel rebelle, éd. Scoop, Grand-Bigard  (ISBN 90 5312 062 9)
- 2000 - Kosova, De la guerre folle à l'impossible réconciliation, Journal d'un voyage mouvementé, éd. Europa-Huis vzw, Genk (pas d'ISBN)
- 2000 - Étapes, éd. Wolters Plantyn, Deurne
- 2004 - Cultures Sans Murs, Éd. Concentra Media, Hasselt  (ISBN 90 76322 45 7)[13]
- 2004 - Le principe de subsidiarité dans l'unification de l'Europe, éd. UCL
- 2006 - L'ermitage de Bolderberg et ses secrets, utg. Fondation Jef Ulburghs - Europahuis, Genk  (ISBN 90 78190 39 6). Le produit (4 000 euros) est allé à la poursuite de la restauration de l'ermitage de Bolderberg[14].
- 2007 - Le rêve européen. La subsidiarité le secret de la réussite européenne, éd. Fondation Jef Ulburghs - Maison de l'Europe, Genk  (ISBN 978 90 8861051 6)